# Ignurbia constanzae
 Ignurbia constanzae   (Urb.) B.Nord., 2006 è una specie di pianta angiosperma dicotiledone della famiglia delle Asteraceae (sottofamiglia Asteroideae).  Ignurbia constanzae è anche l'unica specie del genere  Ignurbia  B.Nord., 2006.

## Etimologia
Il nome del genere (Ignurbia) è stato dato in onore di Ignatz (Ignatius) Urban (1848-1931), collaboratore di lunga data del Giardino botanico e del Museo botanico di Berlino. L'epiteto specifico (constanzae) deriva dal nome del comune Constanza della Repubblica Dominicana.
Il nome scientifico della specie è stato definito dai botanici Ignatz Urban (1848-1931) e Rune Bertil Nordenstam (1936-) nella pubblicazione " Willdenowia. Mitteilungen aus dem Botanischen Garten und Museum Berlin-Dahlem. Berlin-Dahlem" ( Willdenowia 36(1): 464) del 2006. Il nome scientifico del genere è stato definito nella stessa pubblicazione.

## Descrizione
Habitus. Ignurbia constanzae ha un habitus di tipo erbaceo perenne. Le superfici delle piante possono essere pubescenti per corti peli semplici oppure ghiandolosi.
Radici. Le radici in genere sono secondarie da rizoma e possono essere fibrose. I rizomi sono striscianti o legnosi.
Fusto. La parte aerea è eretta; semplice o ramosa.
Foglie. Le foglie cauline, disposte in modo alternato, sono picciolate. La forma della lamina è irregolarmente incisa-lobata. La consistenza è erbacea.
Infiorescenza. Le sinflorescenze sono composte da più capolini organizzati in formazioni corimbose. Le infiorescenze vere e proprie sono formate da un capolino terminale peduncolato di tipo discoide. Alla base dell'involucro (la struttura principale del capolino) può essere presente un calice formato da brattee fogliacee. I capolini sono formati da un involucro, con forme da cilindriche a campanulate o emisferiche, composto da diverse brattee, al cui interno un ricettacolo fa da base ai fiori. Le brattee sono disposte in modo embricato di solito su una sola serie e possono essere connate alla base. Il ricettacolo è nudo (senza pagliette a protezione della base dei fiori); la forma è convessa e a volte è alveolato.
Fiori.  I fiori sono tetra-ciclici (formati cioè da 4 verticilli: calice – corolla – androceo – gineceo) e pentameri (calice e corolla formati da 5 elementi). Sono inoltre ermafroditi, tubulosi e actinomorfi.
- Formula fiorale:

*/x K {\displaystyle \infty }, [C (5), A (5)], G 2 (infero), achenio
- Calice: i sepali del calice sono ridotti ad una coroncina di squame.
- Corolla: nella parte inferiore i petali della corolla sono saldati insieme e formano un tubo. In particolare le corolle dei fiori del disco centrale (tubulosi) terminano con delle fauci dilatate a raggiera con cinque lobi. I lobi possono avere una forma da deltoide a triangolare-ovata. Il colore delle corolle è arancio.
- Androceo: gli stami sono 5 con dei filamenti liberi. La parte basale del collare dei filamenti può essere dilatata. Le antere invece sono saldate fra di loro e formano un manicotto che circonda lo stilo. Le antere sono senza coda ("ecaudate") con strette appendici apicali. La struttura delle antere è di tipo tetrasporangiato, raramente sono bisporangiate. Il tessuto endoteciale è radiale o polarizzato. Il polline è tricolporato (tipo "helianthoid").[11]
- Gineceo: lo stilo è biforcato con due stigmi nella parte apicale. Gli stigmi sono ottusi; possono inoltre essere ricoperti da minute papille. Le superfici stigmatiche sono continue.  L'ovario è infero uniloculare formato da 2 carpelli.

Frutti. I frutti sono degli acheni con pappo. La forma degli acheni è ellittico-oblunga; la superficie è percorsa da 10 coste longitudinali e può essere glabra. Possono essere presenti delle ali o degli ispessimenti marginali. Non sempre il carpoforo è distinguibile. Il colore del frutto può essere nero o bruno. In alcuni casi gli acheni sono dimorfici. Il pappo, persistente, è formato da numerose setole snelle pluriseriate; le setole possono inoltre essere connate alla base.

## Biologia
Impollinazione: l'impollinazione avviene tramite insetti (impollinazione entomogama tramite farfalle diurne e notturne).
Riproduzione: la fecondazione avviene fondamentalmente tramite l'impollinazione dei fiori (vedi sopra).
Dispersione: i semi (gli acheni) cadendo a terra sono successivamente dispersi soprattutto da insetti tipo formiche (disseminazione mirmecoria). In questo tipo di piante avviene anche un altro tipo di dispersione: zoocoria. Infatti gli uncini delle brattee dell'involucro (se presenti) si agganciano ai peli degli animali di passaggio disperdendo così anche su lunghe distanze i semi della pianta. Inoltre per merito del pappo il vento può trasportare i semi anche a distanza di alcuni chilometri (disseminazione anemocora).

## Distribuzione e habitat
La specie di questa voce è distribuita nella Repubblica Dominicana e Haiti.

## Tassonomia
La famiglia di appartenenza di questa voce (Asteraceae o Compositae, nomen conservandum) probabilmente originaria del Sud America, è la più numerosa del mondo vegetale, comprende oltre 23.000 specie distribuite su 1.535 generi, oppure 22.750 specie e 1.530 generi secondo altre fonti (una delle checklist più aggiornata elenca fino a 1.679 generi). La famiglia attualmente (2021) è divisa in 16 sottofamiglie; la sottofamiglia Asteroideae è una di queste e rappresenta l'evoluzione più recente di tutta la famiglia.

### Filogenesi
Il genere di questa voce appartiene alla sottotribù Senecioninae della tribù Senecioneae (una delle 21 tribù della sottofamiglia Asteroideae). In base ai dati filogenetici la sottotribù, all'interno della tribù, occupa il "core" della tribù e insieme alla sottotribù Othonninae forma un "gruppo fratello".
I seguenti caratteri sono indicativi per la sottotribù:
- il portamento è molto vario (erbe, arbusti, liane, epifite, alberelli o alberi);
- le foglie sono sia basali che cauline disposte in modo alternato;
- sono presenti capolini sia radiati, disciformi o discoidi;
- le antere sono tetrasporangiate, raramente bisporangiate.

La struttura della sottotribù è molto complessa e articolata (è la più numerosa della tribù con oltre 1.200 specie distribuite su un centinaio di generi) e al suo interno sono raccolti molti sottogruppi caratteristici le cui analisi sono ancora da completare. Il genere della specie di questa voce è endemico dell'isola di Hispaniola che ha una delle più grandi diversità generiche. Gli altri generi endemici sono Ekmaniopappus, Elekmania, Nesampelos, Herodotia e Mattfeldia. Dei collegamenti potrebbero essere possibili con i generi Odontocline (Giamaica), Jessea (Costa Rica e Panama) e Talamancalia (Costa Rica, Panama, Ecuador e Perù).
I caratteri distintivi per la specie  Ignurbia constanzae sono:
- il portamento della specie è erbaceo (suffruticoso);
- le aree stigmatiche dello stilo sono continue;
- i bracci dello stilo sono ottusi all'apice e privi di zone pelose a spazzola;
- i capolini sono del tipo discoide con fiori arancio;
- si tratta di un endemismo delle Antille.

### Sinonimi
Sono elencati alcuni sinonimi per questa entità:
- Senecio constanzae Urb., 1912